# Pokémon Mundo misterioso: exploradores del cielo
Pokémon Mundo misterioso: exploradores del cielo (ポケモン不思議のダンジョン 空の探検隊 Pokémon Fushigi no Danjon Sora no Tankentai?) es un videojuego de la serie Pokémon Mundo misterioso, serie de videojuegos derivada de la franquicia Pokémon, lanzado para Nintendo DS. Salió al mercado en Japón el 18 de abril de 2009, posteriormente en Estados Unidos salió a la venta el 12 de octubre de ese año, mientras que en Australia fue lanzado el 12 de noviembre de 2009 y en Europa el 20 de noviembre. 
Pokémon Mundo misterioso: exploradores del cielo es una expansión de los videojuegos Pokémon Mundo misterioso: exploradores del tiempo y exploradores de la oscuridad. La historia se amplía con un nuevo capítulo disponible después de acabar la trama principal, además de nuevos calabozos y objetos añadidos y la inclusión de un nuevo modo de juego, los «capítulos especiales», en los cuales el jugador tendrá la posibilidad de controlar a un personaje de la trama principal en una historia alternativa relacionada con ese personaje, paralela a la trama principal. La jugabilidad se mantiene intacta.

## Secuela
Existe una secuela para Nintendo 3DS llamada Pokémon Mundo misterioso: portales al infinito. En el cual aparecen los Pokémon mostrados en Pokémon Edición Negra y Blanca y en Pokémon Edición Negra y Blanca 2. La jugabilidad es parecida a la actual, y tiene mejores gráficos en 3D.